# 皮口街道
皮口街道，是中华人民共和国辽宁省大連市普兰店区下辖的一个乡镇级行政单位。

## 行政区划
皮口街道下辖以下地区：
新海社区、建设社区、城关社区、平岛社区、夹心社区、大岭社区、石固社区、三河社区、赞子河社区、炮台村、三官村、果木园村、八家村、修屯河村、崔家窑村、大尹村和新台村。